# Max-Beckmann-Oberschule
Die Max-Beckmann-Oberschule ist eine Integrierte Sekundarschule mit gymnasialer Oberstufe im Berliner Ortsteil Reinickendorf des gleichnamigen Bezirks. Benannt wurde sie nach dem deutschen Maler, Grafiker, Bildhauer und Autor Max Beckmann.
Das Einzugsgebiet der Schule ist die nähere Umgebung. Aber auch aus anderen Ortsteilen, besonders aus dem Gebiet zwischen Heiligensee und Tegelort sowie dem Märkischen Viertel kommen viele Schüler. Einige wenige stammen aus den angrenzenden Bezirken Mitte und Pankow.

## Geschichte der Schule
Die Schule wurde als Gemeindeschule von Reinickendorf am 1. April 1907 gegründet. Der Schulbau in der Auguste-Viktoria-Allee begann zunächst am 1. März 1908 und nur acht Räume wurden je im Herbst 1908 und 1909 für den Schulbetrieb fertiggestellt.
In den Jahren 1912–1914 war aufgrund hoher Schülerzahlen ein Anbau erforderlich. Das Gebäude wurde dabei in die Tiefe des Grundstücks erweitert, während die Straßenfront verhältnismäßig schmal blieb.
Im Jahr 1920 wurde Reinickendorf der 20. Bezirk von Groß-Berlin und in den 1920er Jahren entstanden etwa 60 moderne Schulen. Eine dieser weltlichen Schulen war die 8. Volksschule in der Auguste-Viktoria-Allee.
1933 wurde mit der „Machtergreifung“ der Nationalsozialisten der fortschrittlichen Erziehungsarbeit ein Ende gesetzt und die 8. Volksschule gleichgeschaltet. Viele Lehrer wurden dabei aus dem Schuldienst entlassen. Ein Teil der Architektur der 1930er ist die Terrasse über dem jetzigen Schuleingang. Aus der NS-Zeit stammen noch sich auf dem Schulgelände befindliche Bunker, die sich beispielsweise unter dem Schulparkplatz befinden. Am 21. September 1946 wird zum Gedenken an die Opfer des Faschismus die 8. Volksschule Reinickendorf in Hermann-Schulz-Schule umbenannt.
Nachdem die zunächst in Berlin eingerichteten Einheitsschule aufgehoben wurden, tummelten sich auf der Hermann-Schulz-Schule Schüler der Oberschulen Praktischen Zweiges (heute: Hauptschule) und Technischen Zweiges (heute: Realschule) mit sehr vielen Grundschülern. Die spätere 5. OH/OR hatte ein gemeinsames Lehrerkollegium und die Grundschule war mit fast 1000 Schülern eine der größten Berlins. Infolge der Raumnot wurde ein Pavillon mit acht mobilen Klassenräumen errichtet, die seit 1968 von der Grundschule genutzt wurden.
1970 wurde die Neue Sporthalle erbaut. Später wurde die Grundschule geteilt und konnte endlich neue Räume beziehen: 1972 am Foxweg (Reineke-Fuchs-Schule) und 1973 in der Kienhorststraße (Hermann-Schulz-Schule). Mit dem Auszug der Grundschule wurde das Hauptgebäude für die alleinige Nutzung durch die Oberschule baulich umgebaut. Das Schulgebäude bietet heute noch weitgehend die Raumgestaltung, die damals entstand. In den 1970er Jahren entstanden überall in Berlin Grundschulen als riesige Bildungszentren der Ganztagsschulen. In Reinickendorf wurde davon abgewichen, indem die dritte Gesamtschule im Bezirk in einem alten Schulgebäude (Auguste-Viktoria-Allee 37) eingerichtet wurde, wo nur ein Halbtagsbetrieb möglich war.
Nach mehreren Umbauten nahm am 1. August 1976 die 3. Oberschule Reinickendorf ihren Betrieb als Gesamtschule auf. Die noch bestehende Haupt- und Realschule wurde 1979 aufgelöst. 1980 wurde die gymnasiale Oberstufe eingeführt.
Am 13. September 1983 bekam die Gesamtschule den Namen Max-Beckmann-Oberschule – Gesamtschule mit gymnasialer Oberstufe. Seit 2011 ist die Max-Beckmann-Oberschule eine Integrierte Sekundarschule.

## Besondere Projekte und AGs
Die folgenden Projekte und AGs wurden im Schuljahr 2020/21 an der Schule angeboten:
- Max-Paper (Schülerfirma)
- Computer
- Darstellendes Spiel
- Fußball
- Gitarre
- Kochen
- tägliche Hausaufgabenbetreuung
- Schauspiel/Theater
- Schulsanitätsdienst
- Technik
- solartec Solarboot AG: Konstruktion von Solarbooten und bundesweite Teilnahme an Solarbootrennen
- Tischtennis
- Chemie
- Basketball mit Alba Berlin
- Mediatorenausbildung
- Rockband
- Digitale Welten
- Bühnentechnik
- Skat
- Schach
- MBOforfuture

## Internationale Partnerschulen
- Liceo G:B: Brocchi, Bassano del Grappa (Italien)
- Rio Rico High School, USA (nahe der mexikanischen Grenze)

## Besondere Auszeichnungen von Schulangehörigen
Norbert Wilms (1949–2013), ehemaliger Chemie- und Physiklehrer, hat 25 Jahre lang die Solarboot AG an der Schule betreut. Für sein Engagement erhielt er 2012 das Bundesverdienstkreuz.